# 황스시
황스(황석, 중국어: 黄石, 병음: Huángshí)는 중화인민공화국 후베이성의 지급시이다.

## 지리
황스는 후베이 성의 남동쪽의 장강이 구부러지는 곳의 남서쪽 기슭에 위치해있다. 우한에서 남동쪽으로 100km 떨어져있고 남쪽으로 장시성과 접한다. 지역 정부에 의하면 면적은 4,583 km2로 보고되나 다른 곳에서는 4,630 km2로 보기도 한다. 지형은 대개 작은 산과 언덕들이다. 황스 주변에는 후난성의 둥팅호와 장시성의 포양호를 포함한 많은 호수들이 위치해있다.
황스의 기후는 아열대성 기후이다. 연평균 기온은 17 °C이고 연평균 강수량은 1400mm이다. 무상일수는 264일이다. 12월과 2월 사이에는 이따금씩 눈이 온다.

## 역사
황스의 전신은 967년(건덕 5년), 남당에 의해 대치현이 설치했던 것에서 시작되어, 그 후 중화민국 시대까지 이어져 왔다.
1950년 8월 21일에 황스 시라고 개칭, 개편되어 현재에 이른다.

## 경제
황스의 2003년 GDP는 275억 위안이었다. 우한과 근접해있고 철로와 장강은 황스를 중요한 병참, 유통, 교통축으로 만들었다. 황스에는 광물 자원이 풍부해 "남쪽의 풍요의 뿔"이라는 별칭이 붙었다. 금속으로는 철, 망간, 금, 구리, 텅스텐, 몰리브덴, 아연, 납, 코발트, 은, 갈륨, 탈륨 등이 있다. 다른 광물로 게르마늄, 인듐, 셀레늄, 텔루르, 활, 방해석, 석회석 등이 있다.
농업은 또한 황스 경제의 주요 부분이다. 황스에는 300종이 넘는 식물들이 있고 식품, 약, 방향제를 만드는데 사용된다.
다른 산업들로 야금, 방직, 건자재, 에너지, 전자, 제약, 화학, 식품 가공업이 있다.

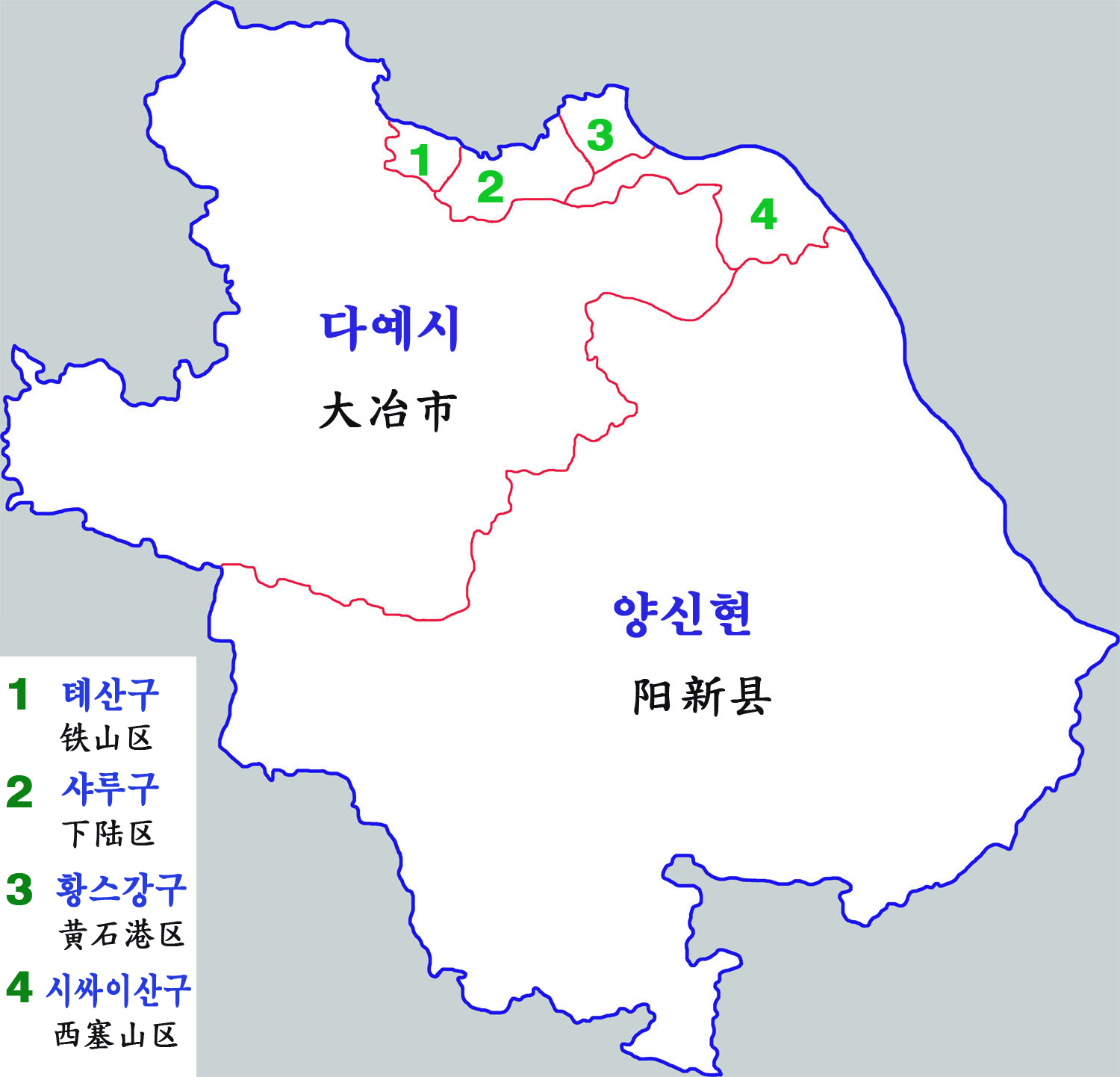
황스시 현급구역

## 행정 구역
4개의 시할구와 1개의 현급시, 1개의 현을 관할한다.
시할구
- 황스강 구(黄石港区)
- 시싸이산 구(西塞山区)
- 샤루 구(下陆区)
- 톄산 구(铁山区)

현급시
- 다예 시(大冶市)

현
- 양신 현(阳新县)

## 교통

### 철도
- 우주 선 (우한 시 - 장시성 주장 시)

### 도로
- 우한 고속도로